# Mount Severtsev
Mount Severtsev (russisch Гора Северцова Gora Sewerzowa, norwegisch Severcevtoppen) ist ein 2540 m hoher Berg im ostantarktischen Königin-Maud-Land. In der Südlichen Petermannkette des Wohlthatmassivs ragt er 3 km nordöstlich der Pineginspitze auf.
Entdeckt und anhand von Luftaufnahmen kartiert wurde er bei der Deutschen Antarktischen Expedition 1938/39 unter der Leitung des Polarforschers Alfred Ritscher. Eine neuerliche Kartierung anhand eigener Luftaufnahmen und Vermessungen erfolgte bei der Dritten Norwegischen Antarktisexpedition (1956–1960) und durch sowjetische Wissenschaftler zwischen 1960 und 1961. Letztere benannten den Berg nach dem russischen Zoologen Nikolai Alexejewitsch Sewerzow (1827–1885). Das Advisory Committee on Antarctic Names übertrug die russische Benennung 1970 ins Englische.